# Jun Tamano
Jun Tamano (japanisch 玉乃 淳 Tamano Jun; * 19. Juni 1984 in der Präfektur Tokio) ist ein ehemaliger japanischer Fußballspieler.

## Karriere
Tamano erlernte das Fußballspielen in der Jugendmannschaft von Tokyo Verdy. Seinen ersten Vertrag unterschrieb er 2002 bei den Tokyo Verdy. Der Verein spielte in der höchsten Liga des Landes, der J1 League. 2004 gewann er mit dem Verein den Kaiserpokal. Für den Verein absolvierte er 26 Erstligaspiele. 2006 wechselte er zum Zweitligisten Tokushima Vortis. Für den Verein absolvierte er 34 Ligaspiele. 2007 wechselte er zum Erstligisten Yokohama FC. Für den Verein absolvierte er sechs Erstligaspiele. 2008 kehrte er zu Tokushima Vortis zurück. Für den Verein absolvierte er 37 Ligaspiele. 2009 wechselte er zum Ligakonkurrenten Thespa Kusatsu. Für den Verein absolvierte er neun Ligaspiele. Ende 2009 beendete er seine Karriere als Fußballspieler.

## Erfolge
Tokyo Verdy
- Kaiserpokal

Sieger: 2004